# Fish -フィッシュ-
『fish -フィッシュ-』は、三宅乱丈による日本の漫画。『ペット』の続編にあたる。『コミックビーム』（KADOKAWA）にて、2021年2月号から2024年5月号まで連載。

## あらすじ
本作の前日譚については『ペット』を参照。
ロン、桂木を殺され、ヒロキ、悟に逃げられてから2年後――。「会社」は、手元に残ったメイリンの能力を使って人の記憶を操り、M&Aで次々と企業を買収して急成長していた。ヒロキに記憶を消された司もまた会社の元に残っていたが、子どものような精神状態のままである。ジンはロンを失った痛手に苦しみながらも、代わりに司を「ロンロン」と呼んで、再び会社側の能力者として仕事をさせるべくメイリンとともに養育していた。「会社」は、司とメイリンを必ずや取り返しに来るであろうヒロキと悟を「賊」と呼び警戒していたが、屋敷への侵入を許してしまう。彼らの撃退には成功し、ヒロキに重傷を負わせたものの、社長が彼らが起こした火事によって負傷、療養の身となり、以降の会社の指揮をジンが執ることとなった。
さらに5年後――。会社の社員でジン班のボディガードのリーダーを務めるハオはジンの身を案じながら、ボディガードや社員間での人間関係にもくまなく気を配っていた。ある日、彼のもとにジェンシーという若いハッカーが配属されるが、そのことがハオを慕うチェンの心をかき乱してしまい、チームの信頼の絆が揺るぎ始める。ジンは仕事のためにメイリンと司を連れて日本に向かい、ハオらボディガードのチームやジェンシーも同行する。怪我を治療しながら2年前から日本に潜伏していたヒロキと悟は、今度こそ司、メイリン、そして林を取り戻すべく、ジン率いる「会社」に戦いを挑む。

## 用語
場所
人の記憶が詰まっている部分のこと。記憶操作能力者たちは催眠術などを用いて人の記憶の場所に潜り込み、記憶の中の人物に成り代わったりすることで記憶を改変する。
「場所」の中でも「ヤマ」と「タニ」の2つは人格形成において特別な意味を持ち、どちらかひとつでも壊せば人は「潰れて」しまい、日常生活も送れなくなってしまう。
ヤマ
「ヤマ」とはその人の心を支え続ける、最も尊く大切な記憶の「場所」のこと。その場所を書き換えたり壊したりすることで記憶の改変や廃人化が起こる。普通の人間はそれぞれ自分の「ヤマ」を持っているが、記憶操作能力者たちは「ヤマ」を持たずに成長するので意識を持つことができず、ヤマ親から「ヤマ」を分けられる。そのため、彼らが持つ「ヤマ」の風景は少しずつ異なりつつそれぞれ似ている。
タニ
「タニ」とはその人の心を痛め続ける、最も忌むべき記憶によって作り上げられたトラウマのような「場所」である。「ヤマ」と同じく人格の根幹に関わるため、書き換えや破壊により記憶の改変や廃人化が起こる。
潰し屋
ターゲットになった人間の記憶を改変したり、時に「ヤマ」や「タニ」を破壊して廃人に追い込むこともある能力者。イメージを持たないため、記憶の改変などはほとんど行えず人格破壊による廃人化のみを行う。本作ではジンがこれにあたるほか、レイもまた同様の素質を持っているのをヒロキによって見いだされる。
会社
本作の登場人物たちが属する中国マフィアの呼称。前作で中国有数の財閥の乗っ取りに成功し、メイリンの記憶操作能力を駆使して次々にM&Aを成功させ、急成長を遂げている。会社に忠実な社員を国内外から集めて育てる養成所が存在するなどかなり大規模な組織である。
社員
会社に所属する者たちのこと。会社のさまざまな犯罪の指示役。社員は会社への忠誠心が強く信頼を得た者しかなることができない。会社は社員より下の多くの協力者を使って仕事を行なっている。
イメージ
記憶操作能力者がその能力を使用する際に用いる疑似記憶。個人によって疑似記憶の形は異なる。ヒロキは「金魚」、ロン（司）は「水」、悟は「ドア」、メイリンは「蝶」、林は「風」のイメージを使う。
ベビー
記憶操作能力者になりうる感応力の高い子供に「ヤマ」のみを分け与え、鍵の作り方を教えないまま能力のみを使えるようにしたもの。自らの記憶と外部との区別がつかないため、周囲とのコミュニケーションが取れない。分け与えられた「ヤマ」を意識しているときのみ、「ヤマ」の中で自我を保っていることができる。メイリンがこれにあたる。
鍵
人の記憶に感応しすぎるせいで自らの記憶を形作れない記憶操作能力者が「ヤマ親」からもらった「ヤマ」を「タニ」を使って覆い隠し、感応を鈍くすること。また、「ヤマ」に勝手に入られて記憶を操作されたり、潰されたりしないようにするための防壁。そのため鍵を作ることができないと他人の記憶に感応しすぎ、記憶と外部の区別がつかず、周囲とのコミュニケーションが取れない状態となる。
気功術師
かつて「会社」に所属していた術師たち。作中詳しくは触れられないが、催眠術を操り記憶操作能力者や潰し屋のように人を潰す能力を持っていたらしい。彼らの一人の裏切りによって社長の父親は殺されたため、社長によって皆殺しにされている。

## 登場人物
ジン
社長の姪で、イメージを持たない潰し屋。ヒロキと悟の逃亡以降、記憶を失って残された司を「ロンロン」と呼んで養育し、メイリンの側に置いて屋敷で暮らしている。メイリンのイメージを用いて会社の仕事を行い、ロンロンのイメージを復活させようとする一方、必ず二人を取り戻しに来るであろう「賊」ヒロキと悟を非常に恐れ、警戒している。地中海の屋敷が二人の襲撃を受けて社長が療養の身となってからは会社を主導する立場となる。信頼できるボディガード・ハオを頼り、彼に関係を迫る。
ハオ
ボディガードの「社員」。主にジン達の護衛のリーダーを務める。仲間内での通称は「不死身のハオ」。かなりの古株でレンレンのこともジンの幼いころのことも知っている。前作での悟とヒロキ逃亡の際の騒乱で銃撃を受けながらも生き残った。非常に頑健な肉体と、頼りがいのある重厚な性格を持つことから社長やジンに信頼されている。情に篤いところがあり、自分が拾ったジェンシーが成長した姿に死んだ弟の姿を重ね、なにかと面倒をみてやっている。「会社」のトップシークレットである記憶操作能力者のことを知らされている数少ない社員の一人。
ロン（司）
社長の養子。元は林に「ヤマ」を分けられた記憶操作能力者でヒロキの「ヤマ親」。イメージは水。愛称はロンロン。前作では優秀な社員だったが、ヒロキによって記憶をすべて消されてしまい、子どものような状態になってしまっている。「会社」の屋敷でジンの庇護のもとメイリンの遊び相手をして暮らすうちにメイリンの干渉によってイメージや記憶がよみがえりつつある。
メイリン
「ベビー」の少女。かつて林に「ヤマ」を分けられたものの、鍵の作り方を教えられなかったため外部とまともなコミュニケーションが取れない。前作から年齢とともに身体は成長しているが、依然として現実世界での記憶や意識を持っていない。ジンはイメージを持たないが、彼女の「イメージ」を利用して人の記憶を調べたり書き換えている。また、母親代わりになっているジンのことを「ジンママ」と呼び、恐れ慕っている。自身の「ヤマ」が他人の「タニ」の要素に浸食されて汚れてしまっているため、しばしばロンロンの綺麗な「ヤマ」へ遊びに行く。「ヤマ」の汚染とともに彼女の蝶の「イメージ」は徐々に怪物的な変貌を遂げつつあり、見境なく周囲の人間の記憶に入り込んで人格を潰してしまうなどの被害が出始めてしまっている。
宇（ユー）
ハッカーの若手「社員」。通称「ジェンシー」「J」。元は貧民街でスリをしていた少年の一人だったが、頭がよく根性があるのをハオに見いだされて拾われ、「会社」の訓練施設に送られた。成長し、ハオの班に入れられてからはハッキングで裏切り者を見つけるなどの活躍を見せる。ハオが自分に優しい理由が分からずに面倒くさがっていたが、自分でも気づかぬうちに彼の愛情に感化され信頼を寄せるようになる。ジンの信頼も得て「イメージ」や記憶操作能力者の話を聞かされる。訓練施設時代にメンターだった年上の女性（ミズキ）に思い焦がれ、日本にいるはずの彼女の行方を探している。
ヒロキ
ロンロンとメイリンを狙う「賊」。記憶操作能力者で「ヤマ親」は司、イメージは金魚。情緒不安定で喧嘩っ早い性格だが、心根はとても優しい。相棒の悟より2歳年下。「タニ」が嫌いなために鍵がゆるく、感応力が非常に強い。またイメージの使い方に高いセンスがあり、催眠術もうまい。前作で悟に連れられて会社から脱走して以降、司（ロンロン）とメイリン、林を取り戻すべく悟と行動をともにする。地中海で「会社」の屋敷を襲撃した際、ハオの銃撃を受けて腹部に重症を負い、以降治療をしながら悟と共にヨーロッパ各国を逃げ回りながら潜伏していた。司を取り戻そうと焦るあまりに無茶な行動をとり悟としばしば衝突する。
悟
ロンロンとメイリンを狙う「賊」。記憶操作能力者で「ヤマ親」は林、イメージはドア。子どものころ林に引き取られて長い間彼に育てられた。慎重な性格で鍵も頑丈に作っている。そのためか記憶の場所に行く際にドアが開かなくなることがある。前作で林からのメッセージと用意された逃走ルートの情報を受け取り、ヒロキを連れて「会社」から脱走することに成功した。ヒロキとともに「会社」から身を隠しながら司、メイリン、林を取り戻す機会をうかがっている。衝動的に行動するヒロキに振り回されつつ、無謀な行動で傷ついていく彼の身を案じてもいる。ヒロキの点滴係をさせるために利用しているミズキに心惹かれていく。
レイ
能力者の素養を持つ子ども。日本の繁華街であてどなく彷徨っていたところを偶然ヒロキの能力に感応して拾われ、以降行動を共にするようになる。ヒロキの金魚やメイリンの蝶が外に出ているところを見ることができる。
小林瑞樹（ミズキ）
記憶を操られてヒロキの点滴係をさせられていた看護師の女性。実は会社の「社員」であり、日本で潰れた後の林の介護を担当したこともある。「社員」としての記憶をジンによって隠されているが、それを逆手にとったヒロキと悟に利用されている。悟と思いを通わせるようになり、彼らが会社にとっての「賊」であると知りつつ自分の意思で協力するようになる。
社長
「会社」と呼称される中国マフィアの首領。林やペットたちの絆を巧妙に利用して縛り付け、会社の犯罪行為を手伝わせてきた。前作でイメージを用いた記憶の改変で中国屈指のグループである陳財閥の乗っ取りに成功した。ヒロキと悟に屋敷を襲撃された際に起こった火事で負傷し療養の身となったため、「会社」の運営をジンに任せている。
林
元「社員」で、司と悟の「ヤマ親」。イメージは風。前作で司に潰されてしまい、意識のない寝たきりの状態になってしまった。その身柄は「会社」によって密かに確保されている。
桂木
本作では故人。「社員」でイメージを持たない潰し屋。前作で悟とヒロキの脱走の際の争乱で殺された。実はジンの父親であったが、その事実は林の手によって彼本人の記憶から隠されていた。
ロン
本作では故人。社長のいとこの子であり、イメージを持たない潰し屋。社長の後継者と目されており、ジンの婚約者だったが、前作で悟とヒロキの脱走の際の争乱で殺された。司が「ロンロン」と呼ばれるのは彼の名にちなんでのことである。
レンレン
ジンの母親で社長の妹。作中ではすでに故人。能力者であり、林のケアを受けていた。桂木を愛し、彼との子どもを身ごもるが、ジンを産んだ際に亡くなった。ジンは彼女が笑顔を見せている写真をロケットにして首にかけている。

## 書誌情報
- 三宅乱丈 『fish -フィッシュ-』 KADOKAWA〈ビームコミックス〉、全6巻
  1. 2022年2月12日発売、ISBN 978-4-04-736887-3
  2. 2022年2月12日発売、ISBN 978-4-04-736888-0
  3. 2022年6月10日発売、ISBN 978-4-04-737098-2
  4. 2023年1月12日発売、ISBN 978-4-04-737317-4
  5. 2023年9月12日発売、ISBN 978-4-04-737568-0
  6. 2024年5月11日発売、ISBN 978-4-04-737908-4